# دن وود
دن وود (انگلیسی: Dan Wood؛ زادهٔ ۳۱ اکتبر ۱۹۶۲) بازیکن هاکی روی یخ اهل کانادا است.